# سد پیترسفونتین
سد پیترسفونتین (به لاتین: Pietersfontein Dam) یک سد قوسی در آفریقای جنوبی است که در کیپ غربی واقع شده‌است.